# Rio de Janeiro Galeão International Airport
Rio de Janerio Galeão International Airport også kaldet Antonio Carlos Jobim International Airport, er en lufthavn i den nordlige zone af Rio de Janeiro kommune i Brasilien. Lufthavnen ligger i Galeão som er en bydel på øen Ilha do Governador i Guanabarabugten i Rio de Janeiro kommune. Lufthavnen er Brasiliens fjerdestørste forretningslufthavn. Den betjente 13.507.881 passagerer i 2019.